# Református templom (Sárbogárd)
A Sárbogárdi Református Egyházközség templomát 1783-ban építették Sárbogárd településen.
Tornyot 1830-ban emeltek hozzá a sárbogárdiak. Összesen 700 fő fér el a templomban, három harangja van. Az első harang 1923-ban, a másik kettő 1949-ben készült.

## Forrás
- Sárbogárdi Református Egyházközség temploma